# The Soundboard Series
The Soundboard Series е лайф бокс сет на британската хардрок група Deep Purple, издаден през 2001 г. Включва шест двойни диска със записи от шест различни концерта. Два от дисковете включват рядко изпълнявания Concerto for Group and Orchestra.

### Мелбърн 2001

#### Диск едно
1. Woman from Tokyo – 6:41
2. Ted the Mechanic – 5:10 (Гилън, Стив Морз, Глоувър, Лорд, Пейс)
3. Mary Long – 5:37
4. Lazy – 6:01
5. No One Came – 5:23
6. "Black Night" – 6:40
7. Sometimes I Feel Like Screaming – 7:21 (Гилън, Морз, Глоувър, Лорд, Пейс)
8. '69 – 8:53 (Гилън, Морз, Глоувър, Лорд, Пейс)
9. Smoke on the Water – 9:04
10. "Perfect Strangers" (Гилън, Блекмор, Глоувър) – 8:42

#### Диск две
1. Hey Cisco – 6:28 (Гилън, Морз, Глоувър, Лорд, Пейс)
2. When a Blind Man Cries – 7:27
3. Fools – 10:04
4. Speed King – 16:26
5. "Hush" (Джо Саут) – 5:52
6. Highway Star – 7:58

- Записани на 9 март в Мелбърн Rod Laver Arena

### Уолонгонг 2001

#### Диск едно
1. Woman from Tokyo – 6:32
2. Ted the Mechanic – 5:04 (Гилън, Морз, Глоувър, Лорд, Пейс)
3. Mary Long – 5:20
4. Lazy – 6:07
5. No One Came – 5:49
6. Black Night – 7:23
7. Sometimes I Feel Like Screaming – 7:47 (Гилън, Морз, Глоувър, Лорд, Пейс)
8. Fools – 10:28
9. Perfect Strangers – 8:20 (Гилън, Блекмор, Глоувър)

#### Дикес две
1. Hey Cisco – 6:34 (Гилън, Морз, Глоувър, Лорд, Пейс)
2. When a Blind Man Cries – 7:44
3. Smoke on the Water – 10:24
4. Speed King – 15:40 (преминава в Good Times, с Джими Бърнс на вокали)
5. Hush (Саут) – 4:24
6. Highway Star – 7:36

- Записани на 13 март в Wollongong Entertainment Centre

### Нюкасъл 2001

#### Диск едно
1. Woman From Tokyo – 6:14
2. Ted the Mechanic – 5:11 (Гилън, Морз, Глоувър, Лорд, Пейс)
3. Mary Long – 5:56
4. Lazy – 6:03
5. No One Came – 5:37
6. Black Night – 7:22
7. Sometimes I Feel Like Screaming – 7:27 (Гилън, Морз, Глоувър, Лорд, Пейс)
8. Fools – 9:23
9. Perfect Strangers – 9:30

#### Диск две
1. Hey Cisco – 6:19 (Гилън, Морз, Глоувър, Лорд, Пейс)
2. When a Blind Man Cries – 7:26
3. Smoke on the Water – 10:20
4. Speed King – 16:59 (преминава в Good Times, с Джими Бърнс на вокали)
5. Hush (Саут) – 4:18
6. Highway Star – 7:24

- Записани на 14 март в Newcastle Entertainment Centre

### Хонг Конг 2001

#### Диск едно
1. Woman from Tokyo – 6:29
2. Ted the Mechanic – 4:49 (Гилън, Морз, Глоувър, Лорд, Пейс)
3. Mary Long – 5:36
4. Lazy – 6:11
5. No One Came – 5:57
6. Black Night – 8:25
7. Sometimes I Feel Like Screaming – 7:20 (Гилън, Морз, Глоувър, Лорд, Пейс)
8. Fools – 11:06
9. Perfect Strangers – 10:08

#### Диск две
1. Hey Cisco – 6:47 (Гилън, Морз, Глоувър, Лорд, Пейс)
2. When a Blind Man Cries – 7:32
3. Smoke on the Water – 10:11
4. Speed King – 16:14
5. Hush – 4:21 (Саут)
6. Highway Star – 7:33

- Записано на 20 март в Hong Kong Coliseum

### Токио 24 март 2001

#### Диск едно
1. Pictured Within – 11:04 (Лорд)
2. Sitting in a Dream – 4:45 (Глоувър)
3. Love is All – 4:30 (Глоувър, Еди Хардин)
4. Fever Dreams – 4:18 (Рони Джейсм Дио)
5. Rainbow in the Dark – 5:57 (Дио, Вивиан Кемпбъл, Джими Бейн, Вини Апис)
6. Watching the Sky – 5:27 (Гилън, Морз, Глоувър, Лорд, Пейс)
7. Sometimes I Feel Like Screaming – 7:20 (Гилън, Морз, Глоувър, Лорд, Пейс)
8. The Well-Dressed Guitar – 4:07 (Морз)
9. Wring That Neck – 5:09 (Блекмор, Ник Симпер, Лорд, Пейс)
10. Fools – 9:54
11. Perfect Strangers – 6:23 (Гилън, Блекмор, Глоувър)

#### Диск две
1. Concerto Movement 1 – 20:16 (Лорд)
2. Concerto Movement 2 – 18:36 (Лорд)
3. Concerto Movement 3 – 14:45 (Лорд)
4. When a Blind Man Cries – 7:34
5. Pictures of Home – 10:06
6. Smoke on the Water – 7:04

- Записано на 24 март в Токио
- Рони Джеймс Дио вокал на песни 2, 3, 4 & 5 (диск едно) и 6 (диск две)

### Токио 25 март 2001

#### Диск едно
1. Pictured Within – 11:24 (Лорд)
2. Sitting in a Dream – 4:22 (Глоувър)
3. Love is All – 4:19 (Глоувър, Хардин)
4. Fever Dreams – 4:52 (Дио)
5. Rainbow in the Dark – 5:10 (Дио, Кемпбъл, Бейн, Апис)
6. Sometimes I Feel Like Screaming – 7:12 (Гилън, Морз, Глоувър, Лорд, Пейс)
7. The Well-Dressed Guitar – 3:19 (Морз)
8. Wring That Neck – 5:58 (Блекмор, Симпер, Лорд, Пейс)
9. When a Blind Man Cries – 7:42
10. Fools – 10:12
11. Perfect Strangers – 6:39 (Гилън, Блекмор, Глоувър)

#### Диск две
1. Concerto Movement 1 – 19:30 (Лорд)
2. Concerto Movement 2 – 19:16 (Лорд)
3. Concerto Movement 3 – 14:44 (Лорд)
4. Pictures of Home – 10:28
5. Smoke on the Water – 11:40

- Записан на 25 март в Токио
- Рони Джеймс Дио – вокал на песни 2, 3, 4 & 5 (диск едно) и 5 (диск две)

## Състав
- Иън Гилан – вокал
- Стив Морз – китара
- Роджър Глоувър – бас
- Джон Лорд – клавишни
- Иън Пейс – барабани

### Допълнителен състав в Мелбърн, Уолонгонг, Нюкасъл, Хонг Конг
- Грег Маундрел – тромпет
- Чарлз Маклнес – тромбон
- Пол Уилиамсон – саксофон
- Били Стейпълтън – беквокали
- Енджи Стейпълтън – беквокали
- Натали Милър – беквокали

### Допълнителен състсав в Токио
- Нов японски оркестър, дирижиран от Пол Ман